# Dự Chương quận quân
Dự Chương quận quân (chữ Hán: 豫章郡君, ? - 335) là thiếp của Tấn Nguyên Đế Tư Mã Duệ, vị vua thứ năm của nhà Tấn trong lịch sử Trung Quốc. Bà là sinh mẫu của Tấn Minh Đế Tư Mã Thiệu.

## Tiểu sử
Dự Chương quận quân họ Tuân, không rõ tên thật. Tấn thư không ghi rõ thân thế và gia cảnh của Tuân thị, cũng không ghi lại năm bà gả cho Tư Mã Duệ, tuy nhiên có thể khẳng định là trước năm 299. 
Khi Tư Mã Duệ đang ở tước Lang Nha vương, bà nhập vương phủ, được Tư Mã Duệ sủng ái, lần lượng hạ sinh hai vương tử là Tư Mã Thiệu năm 299 (sau là Tấn Minh Đế) và Tư Mã Bầu năm 301 (sau kế vị tước Lang Nha vương). Sau đó, bà bị chính thất của Tư Mã Duệ là Lang Nha vương phi Ngu Mạnh Mẫu đố kị và hành hạ nên vô cùng oán hận. Tư Mã Duệ biết được nên rất giận, không sủng ái bà nữa, một thời gian sau đuổi bà khỏi vương phủ. Hai con trai của bà được giao cho Ngu thị nuôi dưỡng.
Sau khi rời vương phủ, Tuân thị kết hôn với một thường dân họ Mã. Đến năm 318, khi nhà Tấn mất hết miền bắc, Lang Nha vương Tư Mã Duệ trở thành người đứng đầu của chính quyền lưu vong, rồi lên ngôi hoàng đế, tức là Tấn Nguyên Đế.
Năm 323, Nguyên Đế mất, Tư Mã Thiệu lên ngôi, tức Tấn Minh Đế. Do Tuân thị đã cải giá nên Minh Đế không thể đưa bà vào cung, chỉ phong cho bà tước Kiến Khang quân và lập cho bà một phủ đệ ngoài cung. Tuy nhiên cũng cùng năm đó, phu quân họ Mã của bà qua đời, bà được Minh Đế cho đón vào cung phụng dưỡng, nhưng không được ban tước hiệu Hoàng thái hậu. Sang năm 326 Minh Đế mất, cháu nội của bà là Tấn Thành Đế đăng cơ. Thành Đế kính trọng và đối đãi bà như Hoàng thái hậu.
Năm 335, Tuân thị qua đời, được triều đình truy tặng là [Dự Chương quận quân; 豫章郡君], cho lập miếu thờ ở kinh đô nhưng không được truy thụy Hoàng hậu.